# Сыры Швейцарии
В Швейцарии производится около 450 сортов сыра. Абсолютное большинство из них изготавливается из коровьего молока, редко используется овечье и козье молоко. Многообразие сортов представлено сырами самой разной степени твёрдости, от очень твёрдых до мягких или зернистых сыров. Каждый из них, как правило, имеет своё региональное название и маркируется особой меткой о месте происхождения. Чаще всего названия сыров соответствуют тому или иному географическому имени, где они и производятся.

## Разновидности

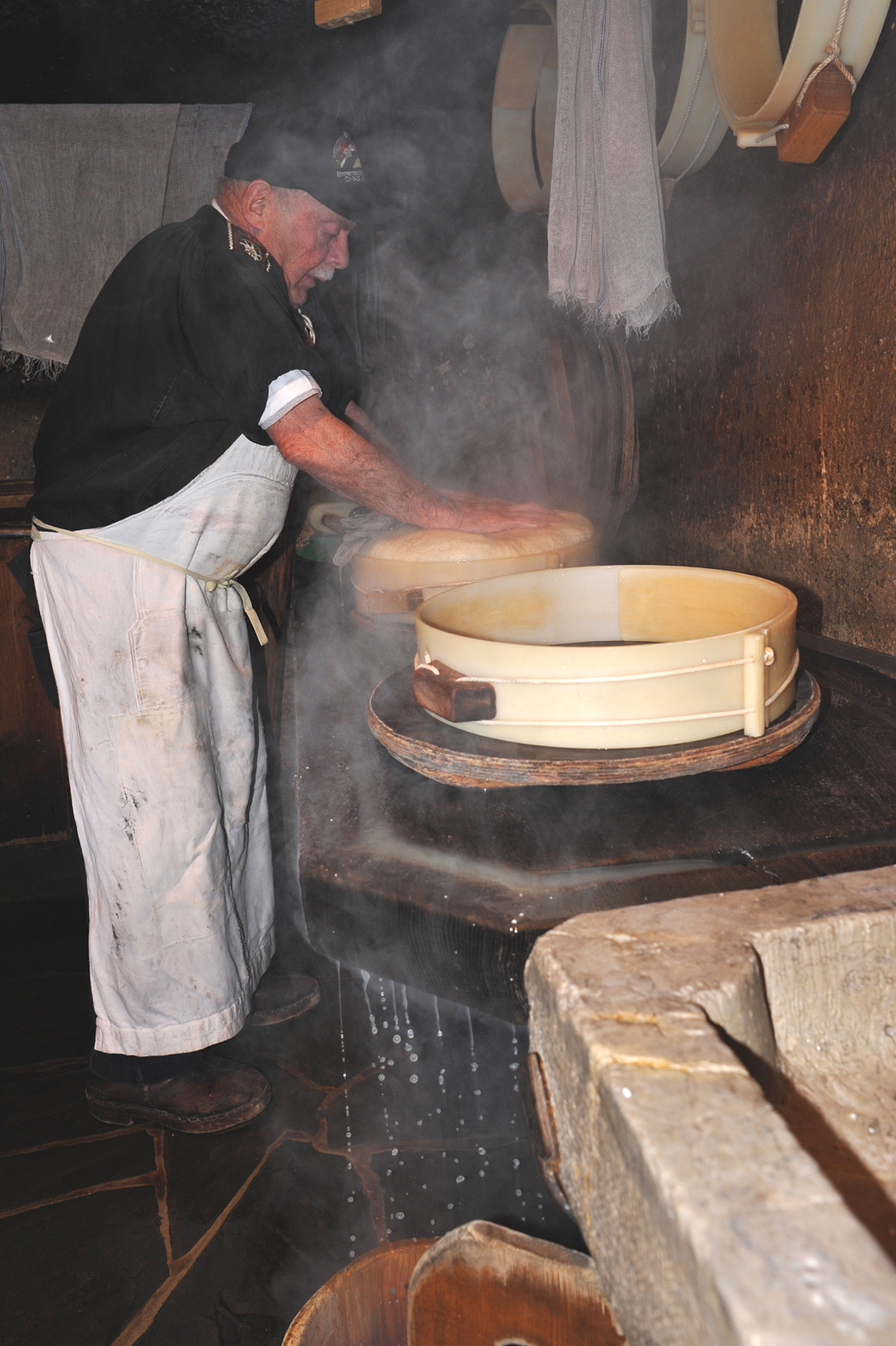
Процедура сыроварения

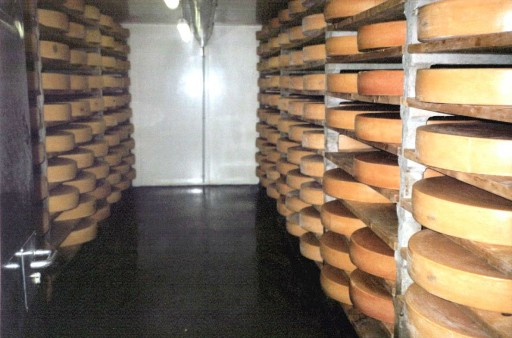
Полки с сыром

### Экстратвёрдые сыры
- Сбринц
- Хобельказе

### Твёрдые сыры
- Грюйер
- Шабцигер
- Эмменталь
- Berner Alpkäse
- L’Etivaz

### Полутвёрдые сыры
- Аппенцеллер
- Вашрен Фрибуржуа
- Раклет (см. Раклет)
- Тет-де-муан
- Тильзитер
- Bündner Bergkäse
- Mutschli

### Полумягкие сыры
- Реблошон
- Formaggini
- Вашрен-Мон-д’Ор

### Мягкие сыры
- Gala

### Другие
- Büsciun da cavra
- Tomme vaudoise
- Cloche des Alpes
- Rose des Alpesм